# بريان رينولدز
بريان رينولدز (بالإنجليزية: Bryan Reynolds)‏ هو ناقد أدبي وصحفي أمريكي، ولد في 1965 في سكيرديل في الولايات المتحدة.